# 吕华荣
吕华荣（1964年—），四川蓬安人，汉族，中华人民共和国政治人物、第十二届全国人民代表大会浙江地区代表。
2013年，被选为全国人大代表。